# Alphaville (Band)/Diskografie
Diese Diskografie ist eine Übersicht über die musikalischen Werke der deutschen Synthie-Pop-Band Alphaville. Den Quellenangaben und Schallplattenauszeichnungen zufolge verkaufte sie bisher mehr als 6,1 Millionen Tonträger, wovon sie allein in ihrer Heimat Deutschland über 1,6 Millionen Tonträger verkaufte. Ihre erfolgreichste Veröffentlichung ist die Single Forever Young mit über 3,3 Millionen verkauften Einheiten.

## Alben

### Studioalben
| Jahr | Titel Musiklabel                           | Höchstplatzierung, Gesamtwochen, AuszeichnungChartplatzierungen (Jahr, Titel, Musiklabel, Platzierungen, Wochen, Auszeichnungen, Anmerkungen) | Höchstplatzierung, Gesamtwochen, AuszeichnungChartplatzierungen (Jahr, Titel, Musiklabel, Platzierungen, Wochen, Auszeichnungen, Anmerkungen) | Höchstplatzierung, Gesamtwochen, AuszeichnungChartplatzierungen (Jahr, Titel, Musiklabel, Platzierungen, Wochen, Auszeichnungen, Anmerkungen) | Höchstplatzierung, Gesamtwochen, AuszeichnungChartplatzierungen (Jahr, Titel, Musiklabel, Platzierungen, Wochen, Auszeichnungen, Anmerkungen) | Höchstplatzierung, Gesamtwochen, AuszeichnungChartplatzierungen (Jahr, Titel, Musiklabel, Platzierungen, Wochen, Auszeichnungen, Anmerkungen) | Anmerkungen                                                                     |
| Jahr | Titel Musiklabel                           | DE | AT | CH | UK | US | Anmerkungen                                                                     |
| ---- | ------------------------------------------ | --- | --- | --- | --- | --- | ------------------------------------------------------------------------------- |
| 1984 | Forever Young WEA Records (WEA)            | DE3 a ×3Dreifachgold · (46 Wo.)DE | AT16 (5 Wo.)AT | CH4 Gold · (21 Wo.)CH | — | US180 (14 Wo.)US | Erstveröffentlichung: 27. September 1984 Verkäufe: + 1.500.000                  |
| 1986 | Afternoons in Utopia WEA Records (WEA)     | DE13 (14 Wo.)DE | — | CH12 (7 Wo.)CH | — | US174 (6 Wo.)US | Erstveröffentlichung: 5. Juni 1986                                              |
| 1989 | The Breathtaking Blue WEA Records (WEA)    | DE23 (5 Wo.)DE | — | — | — | — | Erstveröffentlichung: 4. April 1989                                             |
| 1994 | Prostitute WEA Records (WEA)               | DE78 b (1 Wo.)DE | — | — | — | — | Erstveröffentlichung: 26. August 1994                                           |
| 1997 | Salvation WEA Records (WEA)                | DE66 (3 Wo.)DE | — | — | — | — | Erstveröffentlichung: 1. September 1997                                         |
| 2010 | Catching Rays on Giant We Love Music (UMG) | DE9 (12 Wo.)DE | AT64 (1 Wo.)AT | CH59 (2 Wo.)CH | — | — | Erstveröffentlichung: 19. November 2010 Verkäufe: + 10.000                      |
| 2017 | Strange Attractor Polydor (UMG)            | DE39 (2 Wo.)DE | — | CH94 (1 Wo.)CH | — | — | Erstveröffentlichung: 7. April 2017                                             |
| 2022 | Eternally Yours Neue Meister (Edel)        | DE2 (6 Wo.)DE | AT33 (1 Wo.)AT | CH27 (1 Wo.)CH | — | — | Erstveröffentlichung: 23. September 2022 mit Deutsches Filmorchester Babelsberg |

### Livealben
| Jahr | Titel Musiklabel                                      | Anmerkungen                         |
| ---- | ----------------------------------------------------- | ----------------------------------- |
| 2000 | Stark Naked and Absolutely Live Navigator Music (SPV) | Erstveröffentlichung: 26. Juni 2000 |

### Kompilationen
| Jahr | Titel Musiklabel                              | Anmerkungen                                             |
| ---- | --------------------------------------------- | ------------------------------------------------------- |
| 1988 | The Singles Collection Atlantic Records (WEA) | Erstveröffentlichung: 18. Oktober 1988                  |
| 1992 | First Harvest 1984–92 WEA Records (WEA)       | Erstveröffentlichung: 11. März 1992 Verkäufe: + 188.152 |

### Remixalben
| Jahr | Titel Musiklabel                             | Höchstplatzierung, Gesamtwochen, AuszeichnungChartplatzierungen (Jahr, Titel, Musiklabel, Platzierungen, Wochen, Auszeichnungen, Anmerkungen) | Höchstplatzierung, Gesamtwochen, AuszeichnungChartplatzierungen (Jahr, Titel, Musiklabel, Platzierungen, Wochen, Auszeichnungen, Anmerkungen) | Höchstplatzierung, Gesamtwochen, AuszeichnungChartplatzierungen (Jahr, Titel, Musiklabel, Platzierungen, Wochen, Auszeichnungen, Anmerkungen) | Höchstplatzierung, Gesamtwochen, AuszeichnungChartplatzierungen (Jahr, Titel, Musiklabel, Platzierungen, Wochen, Auszeichnungen, Anmerkungen) | Höchstplatzierung, Gesamtwochen, AuszeichnungChartplatzierungen (Jahr, Titel, Musiklabel, Platzierungen, Wochen, Auszeichnungen, Anmerkungen) | Anmerkungen                            |
| Jahr | Titel Musiklabel                             | DE | AT | CH | UK | US | Anmerkungen                            |
| ---- | -------------------------------------------- | --- | --- | --- | --- | --- | -------------------------------------- |
| 2001 | Forever Pop Warner Special (WMG)             | DE59 (3 Wo.)DE | — | — | — | — | Erstveröffentlichung: 22. Oktober 2001 |
| 2014 | So80s presents Alphaville Soundcolours (WMG) | DE26 (1 Wo.)DE | — | — | — | — | Erstveröffentlichung: 10. Oktober 2014 |

## Singles

### Als Leadmusiker
| Jahr | Titel Album                                                           | Höchstplatzierung, Gesamtwochen/‑monate, AuszeichnungChartplatzierungen (Jahr, Titel, Album, Platzierungen, Wochen/Monate, Auszeichnungen, Anmerkungen) | Höchstplatzierung, Gesamtwochen/‑monate, AuszeichnungChartplatzierungen (Jahr, Titel, Album, Platzierungen, Wochen/Monate, Auszeichnungen, Anmerkungen) | Höchstplatzierung, Gesamtwochen/‑monate, AuszeichnungChartplatzierungen (Jahr, Titel, Album, Platzierungen, Wochen/Monate, Auszeichnungen, Anmerkungen) | Höchstplatzierung, Gesamtwochen/‑monate, AuszeichnungChartplatzierungen (Jahr, Titel, Album, Platzierungen, Wochen/Monate, Auszeichnungen, Anmerkungen) | Höchstplatzierung, Gesamtwochen/‑monate, AuszeichnungChartplatzierungen (Jahr, Titel, Album, Platzierungen, Wochen/Monate, Auszeichnungen, Anmerkungen) | Anmerkungen                                                                            |
| Jahr | Titel Album                                                           | DE | AT | CH | UK | US | Anmerkungen                                                                            |
| ---- | --------------------------------------------------------------------- | --- | --- | --- | --- | --- | -------------------------------------------------------------------------------------- |
| 1984 | Big in Japan Forever Young                                            | DE1 Gold · (23 Wo.)DE | AT4 (3 Mt.)AT | CH1 (18 Wo.)CH | UK8 Silber · (14 Wo.)UK | US66 (10 Wo.)US | Erstveröffentlichung: 12. Januar 1984 Verkäufe: + 530.000                              |
| 1984 | Sounds Like a Melody Forever Young                                    | DE3 Gold · (20 Wo.)DE | AT3 (3 Mt.)AT | CH4 (14 Wo.)CH | — | — | Erstveröffentlichung: 14. Mai 1984 Verkäufe: + 250.000                                 |
| 1984 | Forever Young                                                         | DE4 Gold · (32 Wo.)DE | AT42 c (8 Wo.)AT | CH3 (34 Wo.)CH | UK98 Platin · (2 Wo.)UK | US65 ×2Doppelplatin · (18 Wo.)US | Erstveröffentlichung: 3. September 1984 Verkäufe: + 3.330.000                          |
| 1985 | Jet Set Forever Young                                                 | DE11 (12 Wo.)DE | — | CH13 (8 Wo.)CH | — | — | Erstveröffentlichung: 28. Februar 1985                                                 |
| 1986 | Dance with Me Afternoons in Utopia                                    | DE11 (14 Wo.)DE | AT25 (½ Mt.)AT | CH9 (10 Wo.)CH | — | — | Erstveröffentlichung: 27. März 1986                                                    |
| 1986 | Universal Daddy Afternoons in Utopia                                  | DE36 (6 Wo.)DE | — | CH26 (3 Wo.)CH | — | — | Erstveröffentlichung: 27. Juni 1986                                                    |
| 1986 | Jerusalem Afternoons in Utopia                                        | DE57 (5 Wo.)DE | — | — | — | — | Erstveröffentlichung: 5. Dezember 1986                                                 |
| 1986 | Sensations Afternoons in Utopia                                       | — | — | — | — | — | Erstveröffentlichung: Dezember 1986                                                    |
| 1987 | Red Rose Afternoons in Utopia                                         | — | — | — | — | — | Erstveröffentlichung: 16. April 1987                                                   |
| 1989 | Romeos The Breathtaking Blue                                          | DE45 (7 Wo.)DE | — | — | — | — | Erstveröffentlichung: 10. März 1989                                                    |
| 1989 | Summer Rain The Breathtaking Blue                                     | — | — | — | — | — | Erstveröffentlichung: 23. Juni 1989                                                    |
| 1990 | Mysteries of Love The Breathtaking Blue                               | — | — | — | — | — | Erstveröffentlichung: 12. Januar 1990                                                  |
| 1994 | Fools Prostitute                                                      | DE70 (8 Wo.)DE | — | — | — | — | Erstveröffentlichung: 8. Juli 1994                                                     |
| 1994 | The Impossible Dream Prostitute                                       | — | — | — | — | — | Erstveröffentlichung: 18. November 1994                                                |
| 1997 | Wishful Thinking Salvation                                            | — | — | — | — | — | Erstveröffentlichung: 13. Juni 1997                                                    |
| 1999 | Flame Salvation                                                       | — | — | — | — | — | Erstveröffentlichung: 24. Januar 1999                                                  |
| 1999 | Soul Messiah Salvation                                                | — | — | — | — | — | Erstveröffentlichung: Oktober 1999                                                     |
| 2010 | I Die for You Today Catching Rays on Giant                            | DE15 (14 Wo.)DE | AT64 (1 Wo.)AT | — | — | — | Erstveröffentlichung: 22. Oktober 2010                                                 |
| 2011 | Song for No One Catching Rays on Giant                                | DE50 (3 Wo.)DE | — | — | — | — | Erstveröffentlichung: 4. März 2011                                                     |
| 2017 | Heartbreak City Strange Attractor                                     | — | — | — | — | — | Erstveröffentlichung: 10. März 2017                                                    |
| 2018 | Love Will Find a Way Sing meinen Song – Das Weihnachtskonzert, Vol. 5 | — | — | — | — | — | Erstveröffentlichung: 23. November 2018                                                |
| 2024 | Forever Young –                                                       | DE10 (28 Wo.)DE | AT36 (9 Wo.)AT | CH34 Gold · (13 Wo.)CH | — | US90 (5 Wo.)US | Erstveröffentlichung: 18. Oktober 2024 Verkäufe: + 215.000; mit David Guetta & Ava Max |

### Als Gastmusiker
| Jahr | Titel Album      | Höchstplatzierung, Gesamtwochen/‑monate, AuszeichnungChartplatzierungen (Jahr, Titel, Album, Platzierungen, Wochen/Monate, Auszeichnungen, Anmerkungen) | Höchstplatzierung, Gesamtwochen/‑monate, AuszeichnungChartplatzierungen (Jahr, Titel, Album, Platzierungen, Wochen/Monate, Auszeichnungen, Anmerkungen) | Höchstplatzierung, Gesamtwochen/‑monate, AuszeichnungChartplatzierungen (Jahr, Titel, Album, Platzierungen, Wochen/Monate, Auszeichnungen, Anmerkungen) | Höchstplatzierung, Gesamtwochen/‑monate, AuszeichnungChartplatzierungen (Jahr, Titel, Album, Platzierungen, Wochen/Monate, Auszeichnungen, Anmerkungen) | Höchstplatzierung, Gesamtwochen/‑monate, AuszeichnungChartplatzierungen (Jahr, Titel, Album, Platzierungen, Wochen/Monate, Auszeichnungen, Anmerkungen) | Anmerkungen                                                                             |
| Jahr | Titel Album      | DE | AT | CH | UK | US | Anmerkungen                                                                             |
| ---- | ---------------- | --- | --- | --- | --- | --- | --------------------------------------------------------------------------------------- |
| 1985 | Nackt im Wind –  | DE3 (10 Wo.)DE | AT18 (2½ Mt.)AT | CH21 (3 Wo.)CH | — | — | Erstveröffentlichung: 21. Januar 1985 Verkäufe: + 150.000; als Teil von Band für Afrika |
| 2021 | Summer in Berlin | — | — | — | — | — | Erstveröffentlichung: 5. Februar 2021 Schiller feat. Alphaville                         |

## Videoalben und Musikvideos

### Videoalben
| Jahr | Titel Musiklabel                                                                | Anmerkungen                                                                       |
| ---- | ------------------------------------------------------------------------------- | --------------------------------------------------------------------------------- |
| 1989 | The Breathtaking Blue Songlines WEA Records (WEA)                               | Erstveröffentlichung: September 1989 Verkäufe werden dem Studioalbum hinzuaddiert |
| 2001 | Little America – Alphaville Live 1999 in Salt Lake City, Utah, USA Selbstverlag | Erstveröffentlichung: 28. September 2001 Verkäufe: 2.500 (limitiert)              |

### Musikvideos
| Jahr | Titel                  | Regie                                     |
| ---- | ---------------------- | ----------------------------------------- |
| 1984 | Big in Japan           | Dieter Meier                              |
| 1984 | Sounds Like a Melody   | Rolf Spinrads                             |
| 1984 | Forever Young          | Brian Ward                                |
| 1985 | Nackt im Wind          |                                           |
| 1985 | Jet Set                | Karl-Heinz Danguillier                    |
| 1986 | Dance with Me          | Karl-Heinz Danguillier, Marian Gold       |
| 1986 | Universal Daddy        |                                           |
| 1986 | Jerusalem              |                                           |
| 1987 | Red Rose               | Gulyas Buda                               |
| 1989 | Romeos                 | Ian Pringle                               |
| 1989 | Summer Rain            | Susanne Bier                              |
| 1990 | Mysteries of Love      | Alex Proyas                               |
| 1990 | For a Million          | Alexander Kaidanovsky                     |
| 1990 | Middle of the Riddle   | Christoph Lauenstein, Wolfgang Lauenstein |
| 1990 | Heaven or Hell         | Slobodan Pesic                            |
| 1990 | Ariana                 | Olaf Bessenbacher, Ricky Echolette        |
| 1990 | She Fades Away         | Mao Kawaguchi                             |
| 1990 | Mysteries of Love      | Alex Proyas                               |
| 1990 | Patricia’s Park        | Godfrey Reggio                            |
| 1990 | Anyway                 |                                           |
| 1992 | Big in Japan 1992 A.D. |                                           |
| 1994 | Fools                  | Scott Kennedy                             |
| 1994 | Keep on Dancing        |                                           |
| 1999 | Soul Messiah           | Nicholas Buchholz                         |
| 2001 | Forever Young 2001     | Nicholas Buchholz                         |
| 2010 | I Die for You Today    | Sandra Marschner                          |
| 2011 | Song for No One        | Frank Sennholz                            |
| 2017 | Heartbreak City        | Bettina Ehrhardt, Marian Gold             |
| 2021 | Summer in Berlin       | Marcus Sternberg                          |
| 2025 | Forever Young (2024)   | Gemma Yin                                 |

## Boxsets
| Jahr | Titel Musiklabel                             | Höchstplatzierung, Gesamtwochen, AuszeichnungChartplatzierungen (Jahr, Titel, Musiklabel, Platzierungen, Wochen, Auszeichnungen, Anmerkungen) | Höchstplatzierung, Gesamtwochen, AuszeichnungChartplatzierungen (Jahr, Titel, Musiklabel, Platzierungen, Wochen, Auszeichnungen, Anmerkungen) | Höchstplatzierung, Gesamtwochen, AuszeichnungChartplatzierungen (Jahr, Titel, Musiklabel, Platzierungen, Wochen, Auszeichnungen, Anmerkungen) | Höchstplatzierung, Gesamtwochen, AuszeichnungChartplatzierungen (Jahr, Titel, Musiklabel, Platzierungen, Wochen, Auszeichnungen, Anmerkungen) | Höchstplatzierung, Gesamtwochen, AuszeichnungChartplatzierungen (Jahr, Titel, Musiklabel, Platzierungen, Wochen, Auszeichnungen, Anmerkungen) | Anmerkungen                                            |
| Jahr | Titel Musiklabel                             | DE | AT | CH | UK | US | Anmerkungen                                            |
| ---- | -------------------------------------------- | --- | --- | --- | --- | --- | ------------------------------------------------------ |
| 1999 | Dreamscapes Navigator Music (Abril)          | — | — | — | — | — | Erstveröffentlichung: Januar 1999 Inhalt: 8 CDs        |
| 2003 | CrazyShow Navigator Music (BMG)              | — | — | — | — | — | Erstveröffentlichung: 29. Januar 2003 Inhalt: 4 CDs    |
| 2024 | Forever! Best of 40 Years Warner Music (WMG) | DE8 (1 Wo.)DE | AT47 (1 Wo.)AT | — | — | — | Erstveröffentlichung: 27. September 2024 Inhalt: 3 CDs |

## Promoveröffentlichungen
| Jahr | Titel Album        | Anmerkungen                                                                                   |
| ---- | ------------------ | --------------------------------------------------------------------------------------------- |
| 2002 | Moongirl CrazyShow | Erstveröffentlichung: 3. Mai 2002 am 3. Mai 2002 auf der Miracle Healing Tour 2002 vertrieben |
| 2003 | Elegy –            | Erstveröffentlichung: 29. Januar 2003 Verkäufe: 700 (limitiert); Beilage zu CrazyShow         |

## Sonderveröffentlichungen

### Alben
| Jahr | Titel Musiklabel                                        | Anmerkungen                                                                               |
| ---- | ------------------------------------------------------- | ----------------------------------------------------------------------------------------- |
| 1988 | Alphaville Amiga (Amiga)                                | Erstveröffentlichung: Januar 1988 nur in der DDR erschienen; auch als The Best Of bekannt |
| 1993 | History Selbstverlag                                    | Erstveröffentlichung: Januar 1993 nur an Fanclub-Mitglieder vertrieben                    |
| 1999 | Visions of Dreamscapes Aphex Music (Abril)              | Erstveröffentlichung: September 1999 nur in Brasilien erschienen                          |
| 2002 | Forever Young / First Harvest 1984–92 WEA Records (WEA) | Erstveröffentlichung: 2002 Teil der „Hit-Collection“-Reihe                                |
| 2003 | Forever Young & Other Hits Flashback Records (WMG)      | Erstveröffentlichung: 5. September 2003 Teil der „Original-Artists-Recordings“-Reihe      |

| Jahr | Titel Musiklabel                                                          | Anmerkungen                                                  |
| ---- | ------------------------------------------------------------------------- | ------------------------------------------------------------ |
| 2000 | We Heard the Call – A Tribute to Alphaville Earthbound Music (Earthbound) | Erstveröffentlichung: 9. Dezember 2000 Tribute an Alphaville |

### Lieder
| Jahr | Titel Album                                                               | Anmerkungen                                                |
| ---- | ------------------------------------------------------------------------- | ---------------------------------------------------------- |
| 1991 | Love Is the Answer                                                        | Erstveröffentlichung: 1991 als Teil von Love Is the Answer |
| 2008 | Forever Young ’08 Kill for This Meets House Couture                       | Erstveröffentlichung: 2008 Stefano Prada feat. Alphaville  |
| 2014 | Forever Young – Být Stále Mlád (Live) Hity Prvního Desetiletí 21. Století | Erstveröffentlichung: 2014 Karel Gott feat. Alphaville     |
| 2021 | Summer in Berlin                                                          | Erstveröffentlichung: 2021 Schiller feat. Alphaville       |

| Jahr | Titel Album                                                           | Anmerkungen                                           |
| ---- | --------------------------------------------------------------------- | ----------------------------------------------------- |
| 2017 | Forever Young Meylensteine, Vol. 2                                    | Erstveröffentlichung: 28. April 2017 mit Gregor Meyle |
| 2017 | Sounds Like a Melody Meylensteine, Vol. 2                             | Erstveröffentlichung: 28. April 2017 mit Gregor Meyle |
| 2018 | Love Will Find a Way Sing meinen Song – Das Weihnachtskonzert, Vol. 5 | Erstveröffentlichung: 23. November 2018               |

### Videoalben
| Jahr | Titel Musiklabel                                             | Anmerkungen                                                                                    |
| ---- | ------------------------------------------------------------ | ---------------------------------------------------------------------------------------------- |
| 2010 | Catching Rays on Giant (Limited Edition) We Love Music (UMG) | Erstveröffentlichung: 19. November 2010 CD + DVD; Verkäufe werden dem Studioalbum hinzuaddiert |

## Statistik

### Chartauswertung
|                     | DE     | AT    | CH    | UK    | US    |
| ------------------- | ------ | ----- | ----- | ----- | ----- |
| Nummer-eins-Alben   | DE—DE  | AT—AT | CH—CH | UK—UK | US—US |
| Top-10-Alben        | DE4DE  | AT—AT | CH1CH | UK—UK | US—US |
| Alben in den Charts | DE11DE | AT4AT | CH5CH | UK—UK | US2US |

|                       | DE     | AT    | CH    | UK    | US    |
| --------------------- | ------ | ----- | ----- | ----- | ----- |
| Nummer-eins-Singles   | DE1DE  | AT—AT | CH1CH | UK—UK | US—US |
| Top-10-Singles        | DE5DE  | AT2AT | CH4CH | UK1UK | US—US |
| Singles in den Charts | DE13DE | AT7AT | CH8CH | UK2UK | US3US |

### Auszeichnungen für Musikverkäufe
| Goldene Schallplatte - Brasilien - 1997: für das Album First Harvest 1984–92 - Finnland - 1992: für das Album First Harvest 1984–92 - Frankreich - 1985: für das Album Forever Young - Italien - 2024: für die Single Big in Japan - Norwegen - 1986: für das Album Forever Young - Polen - 2011: für das Album Catching Rays on Giant - Schweden - 2000: für das Album First Harvest 1984–92 - Schweiz - 1986: für das Album Forever Young - Spanien - 2024: für die Single Big in Japan - Südafrika - 1986: für das Album Forever Young | Platin-Schallplatte - Dänemark - 2025: für die Single Forever Young - Frankreich - 2025: für die Single Forever Young (mit David Guetta & Ava Max) - Italien - 2024: für die Single Forever Young - Portugal - 2024: für die Single Forever Young - Schweden - 1986: für das Album Forever Young 2× Platin-Schallplatte - Kanada - 2024: für die Single Forever Young - Spanien - 2024: für die Single Forever Young |

Anmerkung: Auszeichnungen in Ländern aus den Charttabellen bzw. Chartboxen sind in ebendiesen zu finden.
| Land/RegionAuszeichnungen für Musikverkäufe (Land/Region, Auszeichnungen, Verkäufe, Quellen) | Silber  | Gold       | Platin       | Verkäufe  | Quellen              |
| -------------------------------------------------------------------------------------------- | ------- | ---------- | ------------ | --------- | -------------------- |
| Brasilien (PMB)                                                                              | —       | Gold1      | —            | 100.000   | pro-musicabr.org.br  |
| Dänemark (IFPI)                                                                              | —       | —          | Platin1      | 90.000    | ifpi.dk              |
| Deutschland (BVMI)                                                                           | —       | 4× Gold4   | Platin1      | 1.650.000 | musikindustrie.de    |
| Finnland (IFPI)                                                                              | —       | Gold1      | —            | 38.152    | ifpi.fi              |
| Frankreich (SNEP)                                                                            | —       | Gold1      | Platin1      | 300.000   | snepmusique.com      |
| Italien (FIMI)                                                                               | —       | Gold1      | Platin1      | 150.000   | fimi.it              |
| Kanada (MC)                                                                                  | —       | —          | 2× Platin2   | 160.000   | musiccanada.com      |
| Norwegen (IFPI)                                                                              | —       | Gold1      | —            | 50.000    | Einzelnachweise      |
| Polen (ZPAV)                                                                                 | —       | Gold1      | —            | 10.000    | olis.pl              |
| Portugal (AFP)                                                                               | —       | —          | Platin1      | 10.000    | Einzelnachweise      |
| Schweden (IFPI)                                                                              | —       | Gold1      | Platin1      | 140.000   | sverigetopplistan.se |
| Schweiz (IFPI)                                                                               | —       | 2× Gold2   | —            | 40.000    | hitparade.ch         |
| Spanien (Promusicae)                                                                         | —       | Gold1      | 2× Platin2   | 150.000   | elportaldemusica.es  |
| Südafrika (RISA)                                                                             | —       | Gold1      | —            | 25.000    | Einzelnachweise      |
| Vereinigte Staaten (RIAA)                                                                    | —       | —          | 2× Platin2   | 2.000.000 | riaa.com             |
| Vereinigtes Königreich (BPI)                                                                 | Silber1 | —          | Platin1      | 800.000   | bpi.co.uk            |
| Insgesamt                                                                                    | Silber1 | 15× Gold15 | 13× Platin13 |           |                      |